# Conus liratus
Conus liratus é uma espécie de gastrópode do gênero Conus, pertencente à família Conidae.